# Pseudosasa japonica
Псевдосаса японська (Pseudosasa japonica) — вид рослини родини Тонконогові.

## Назва
В англійській мові має назву «метаке» (англ. metake) або  «бамбук стріловий» (англ. arrow bamboo).

## Будова
Високий бамбук до 6 м. Молоді пагони зелені, з часом стають блідо бежевими. Листя довжиною 35 см, зелене згори та сріблясте знизу, з жовтими прожилками. Родина формує суцільну масу листя, що вкриває рослину знизу догори. Квітне рідко. Масове цвітіння сильно ослабляє рослину і їй потрібен час на відновлення.

## Поширення та середовище існування
Зростає у лісах Східної Азії. Найморозостійкішіий вид серед бамбуків. Витримує холод до -24 °C.

## Практичне використання
Вирощується в Європі як декоративна рослина.
Частини рослини вживають в їжу навесні, коли молоді пагони мають висоту 8-10 см над землею. Зрізають їх на глибині 5 см. Страви мають гіркий присмак. Насіння вживають для приготування каш, проте через рідкісне цвітіння рослини насіння зібрати можна дуже мало.

## Галерея

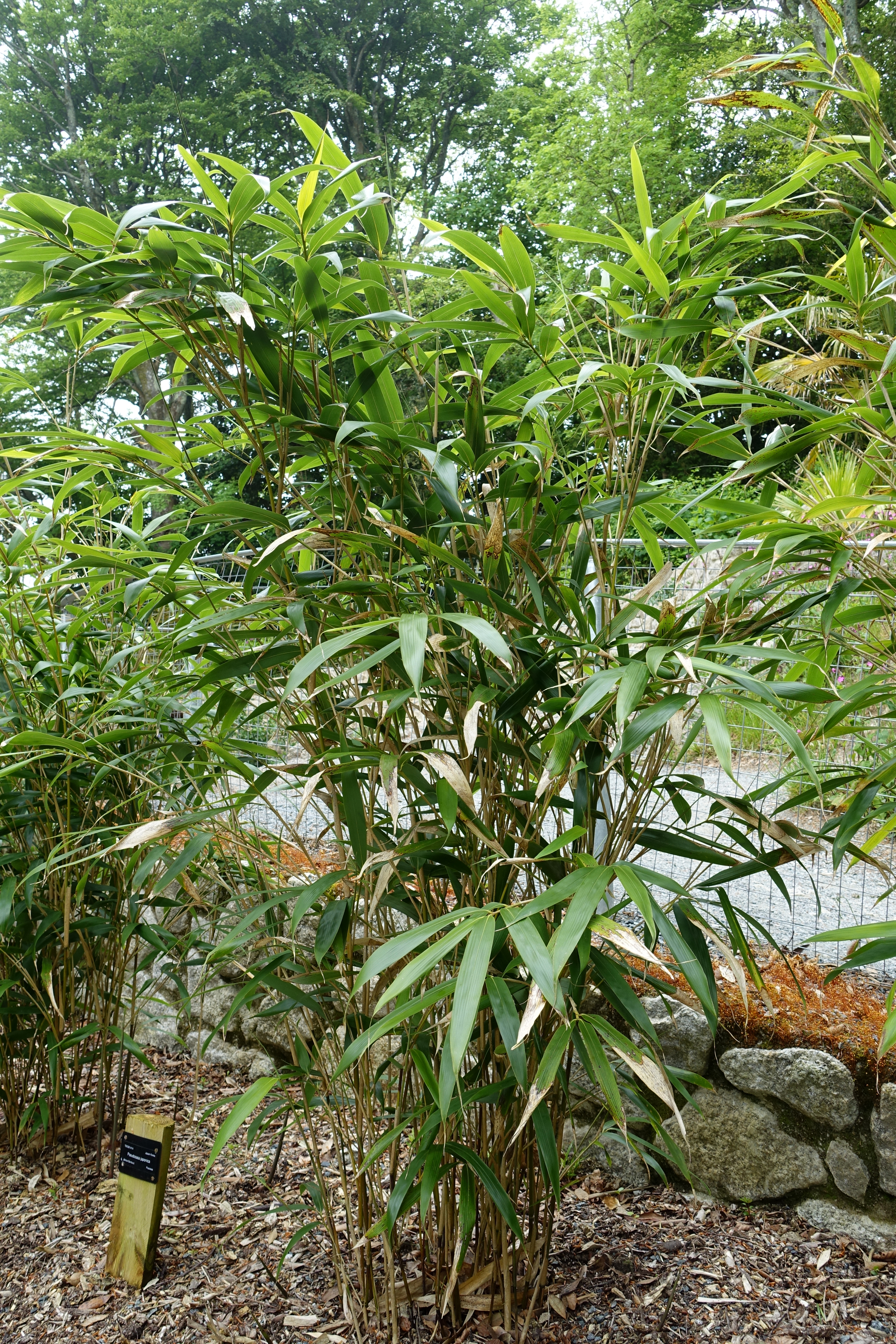
Молода рослина
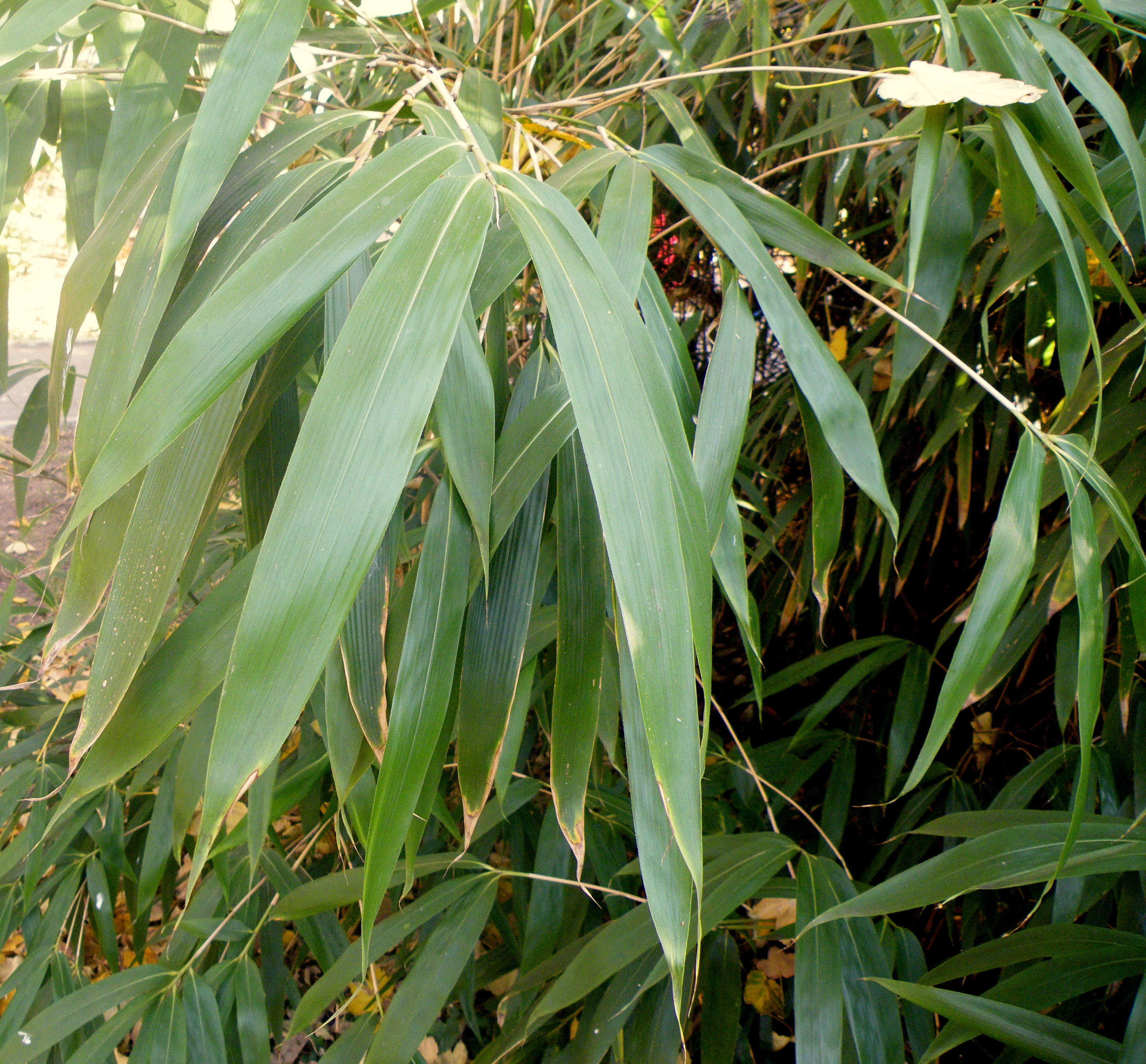
Листя
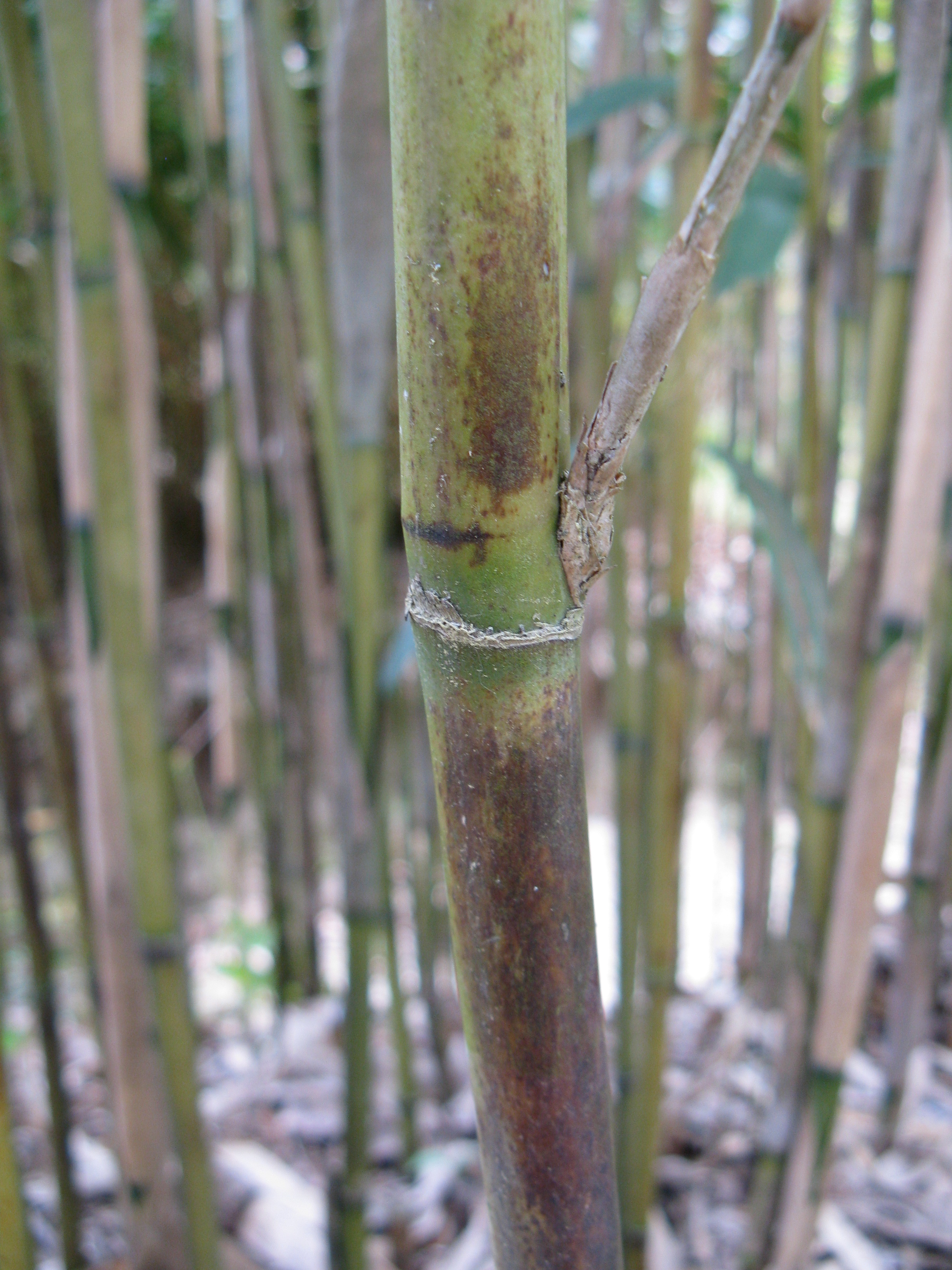
Стебло